# Hopa
Hopa (in georgiano ხოფა, khop'a, in laz Xopa) è una città della Turchia, centro dell'omonimo distretto della provincia di Artvin.
Hopa dista 67 chilometri dal capoluogo della provincia e 18 chilometri dal confine di stato con la Georgia.